# Андреев, Валерий Борисович
Валерий Борисович Андреев (род. 29 января 1969, Челябинск) — советский и российский хоккеист, нападающий.

## Биография
Воспитанник челябинского «Трактора», тренер Владимир Угрюмов. 14 марта 1986 года в домашнем матче с ленинградским СКА (4:4) дебютировал за клуб в чемпионате СССР, проведя единственный матч в сезоне. В следующем сезоне играл за «Трактор» и за клуб первой лиги «Металлург» Челябинск. В сезонах 1987/88 — 1988/89 проходил армейскую службу, выступая за команду первой лиги СКА (Свердловск). Вернувшись в Челябинск, 13 сезонов отыграл за «Металлург»/«Мечел». Выступал за «Трактор» (2002/03), «Мечел» и «Ижсталь» (2003/04), «Южный Урал» Орск (2004/05), «Сталь» Аша (2004/05 — 2005/06).
Бронзовый призёр юниорского чемпионата Европы 1987.
Юношеский тренер в «Мечеле» (2008—2010).